# Bad Radkersburg
Bad Radkersburg est une ville et une station thermale autrichienne située dans le district de Südoststeiermark, au sud-est du Land de Styrie. Connue pour son centre historique, la commune d'environ 3 000 habitants accueille plus de 100 000 touristes par an. Jusqu'en 2012, c'était le chef-lieu du district de Radkersburg.

## Géographie
La ville est située sur la rive gauche de la Mur qui forme la frontière avec la Slovénie, qui constitue les trois quarts de la circonférence de son territoire. Une ancienne partie de la commune au sud de la rivière appartient aujourd'hui à Gornja Radgona (en allemand : Oberradkersburg) dans la Basse-Styrie de Slovénie. Depuis l'adhésion de la Slovénie à l'espace Schengen en 2007, le franchissement de la frontière s'effectue librement. 
La gare de Bad Radkersburg est rattachée au réseau ferroviaire de la S-Bahn de Styrie.

### Localités
En plus du centre-ville, le territoire communal comprend 9 localités :
| - Altneudörfl - Dedenitz - Goritz bei Radkersburg | - Hummersdorf - Laafeld - Pfarrsdorf | - Pridahof - Sicheldorf - Zelting |

## Histoire
La première mention écrite du lieu sous le nom de Rakersburg date de 1182 ; il fut évoqué en 1211 comme Rategoyspurch. Faisant partie du duché de Styrie, elle obtint le droit de tenir marché sous le règne du roi Ottokar II de Bohême vers 1256/1257.

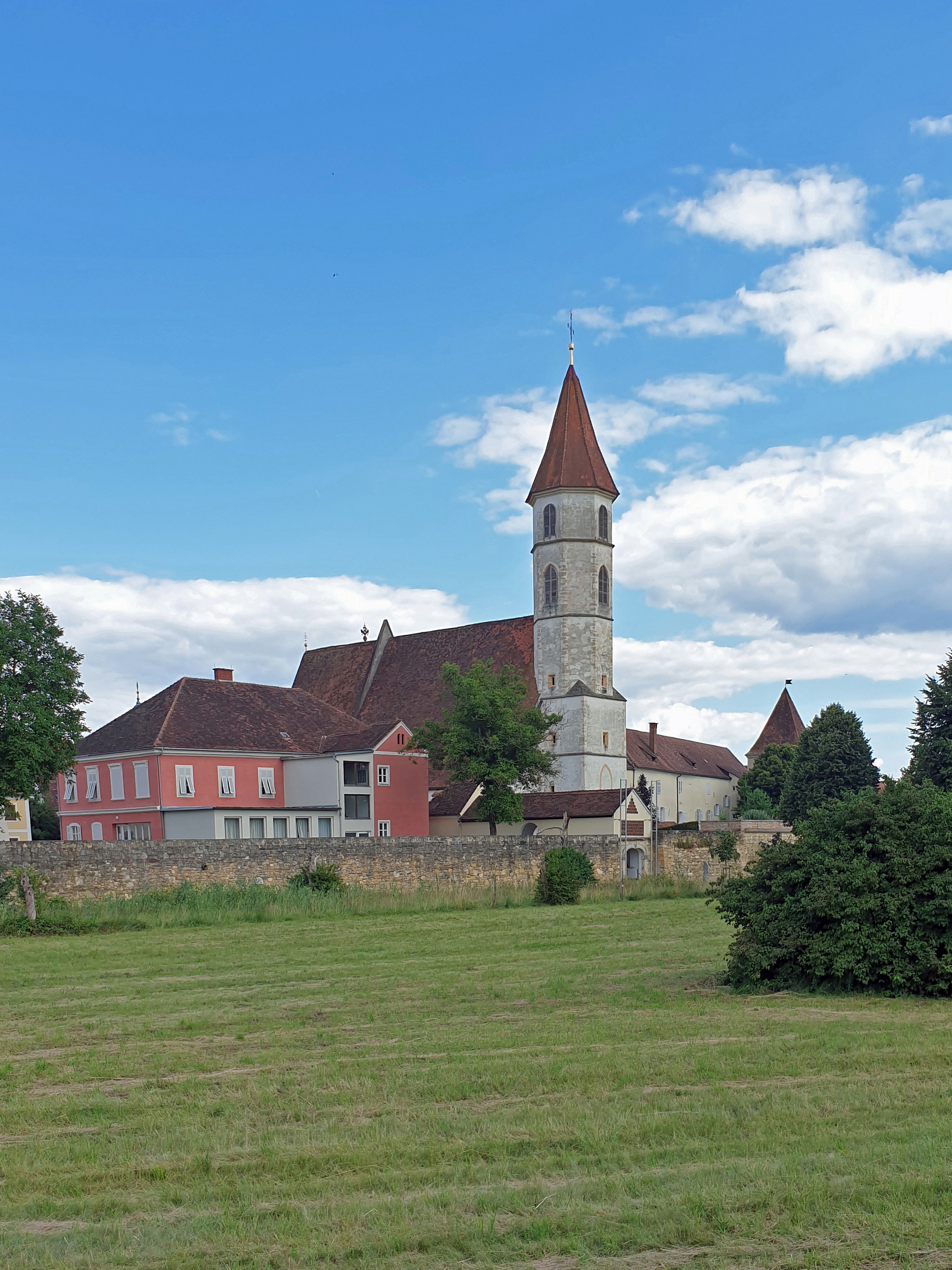
Église paroissiale.

La fondation de la ville actuelle alterne selon les versions entre Ottokar II de Bohême (1232-1278) et Albert Ier de Habsbourg (1255-1308), roi des Romains et duc d'Autriche. Radkersburg a été mentionnée comme une ville en 1299 ; à ce temps déjà, elle était entourée par des murs. 
Du fait de sa situation près de la frontière entre le Saint-Empire et le royaume de Hongrie à l'est, elle a été impliquée aussi bien dans les conflits armés. Pendant les guerres austro-turques sous la monarchie de Habsbourg, à partir du XVIe siècle, les fortifications de la ville sont encore fortifiées ; en 1582, la Diète d'Empire à Augsbourg la déclara forteresse impériale.
Vers la fin du XIXe siècle, le conflit linguistique entre les citoyens germanophones et les populations rurales de langue slovène s'aggrava sensiblement. Durant la Première Guerre mondiale, Radkersburg était une ville garnison de l'Armée commune de l'Autriche-Hongrie. Après la fin de la guerre et la dissolution de la monarchie austro-hongroise, les troupes du nouveau royaume des Serbes, Croates et Slovènes ont occupé la ville. Par le traité de Saint-Germain-en-Laye entré en vigueur le 16 juillet 1920, Radkersburg devint une ville frontalière séparée. 
Une source thermale y est exploitée depuis 1927. La commune a acquis le statut de station thermale (Bad) en 1975.

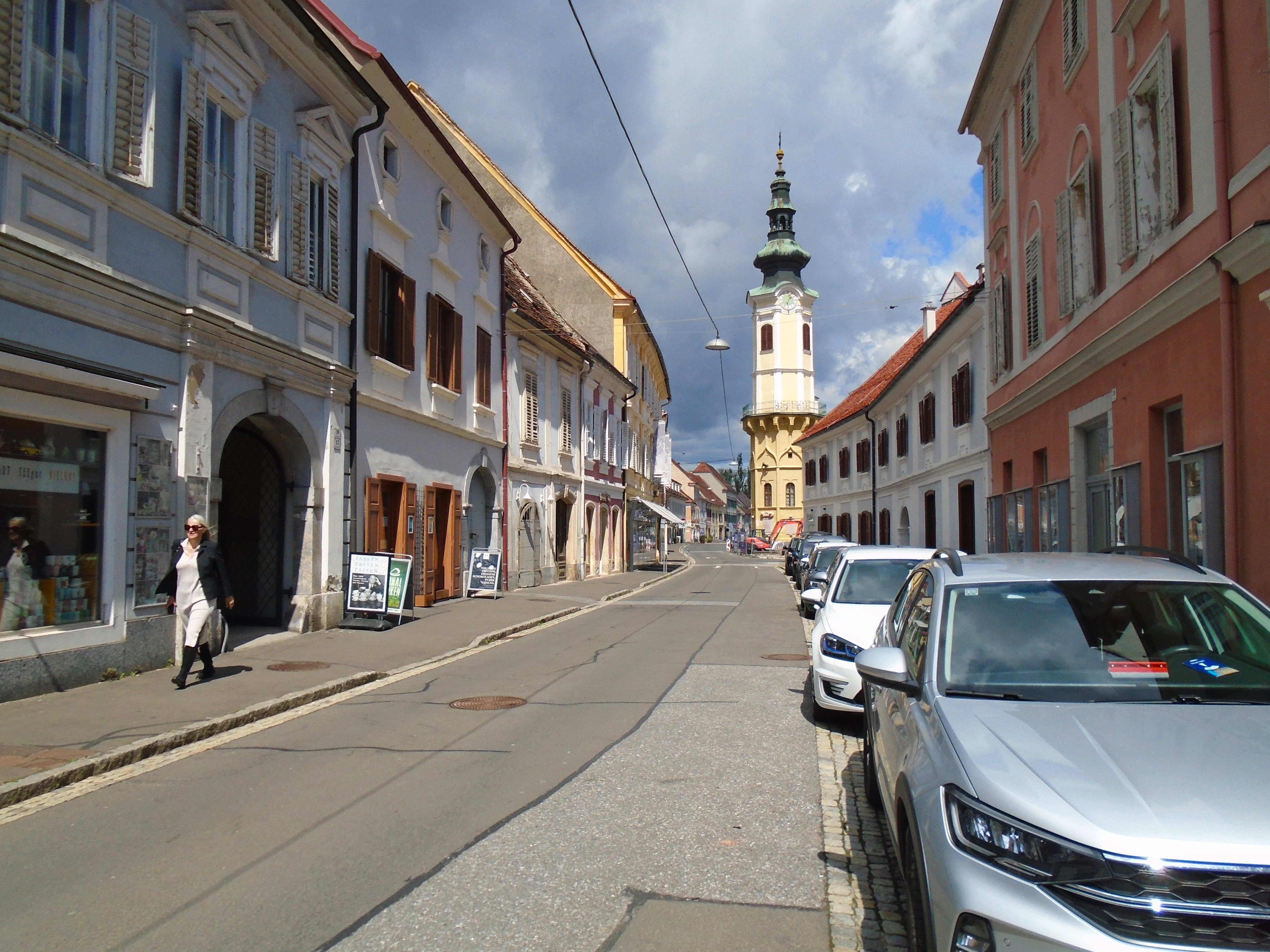
Rue au centre de la ville

## Personnalités liées à la ville
- Franz Leopold von Nádasdy (1708-1783), militaire et homme d’Etat ;
- Jean Népomucène Hermann Nast (1754-1817), fabricant de porcelaine naturalisé français ;
- Marie Egner (1850-1940), peintre ;
- Leopold Vietoris (1891-2002), mathématicien ;
- Aribert Heim (1914-1992), médecin SS et auteur de crimes de guerre ;
- Peter Luttenberger (né en 1972), coureur cycliste.

## Jumelages
La ville de Bad Radkerburg est jumelée avec :
- Varaždin (Croatie)
- Lenti (Hongrie)